# Seggiolini volanti

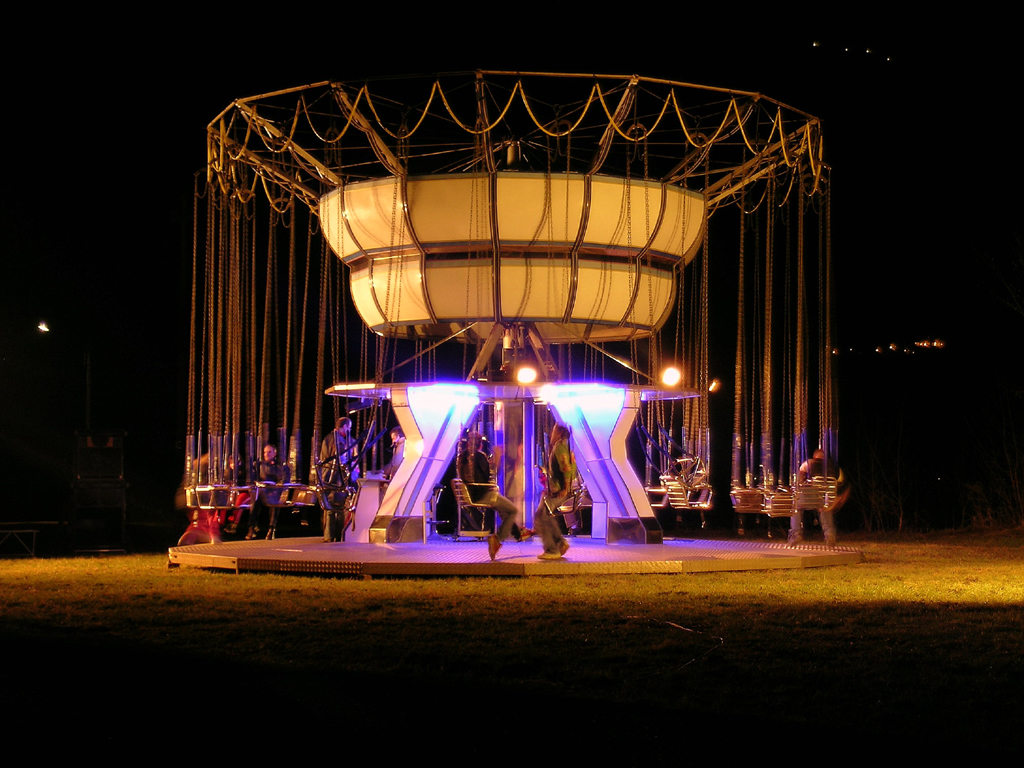
La giostra a seggiolini.

La giostra a seggiolini, nota anche come calcinculo, giostra delle catene o dei seggiolini volanti, è un'attrazione molto comune nei luna park stabili ed itineranti.

## Storia
La giostra a seggiolini è una delle più antiche mai realizzate. Si ipotizza la che giostra a seggiolini sia nata in Turchia nel XVII secolo, con la forma di altalene fissate a una ruota girevole a trazione animale, il cui utilizzo è attestato nelle feste organizzate dal Sultano Ahmed II. Nello stesso periodo, in Italia viene descritta una giostra a catene simile a quella attuale, chiamata Gioco delle Altalene turche.

## Caratteristiche
La giostra è costituita da un corpo cilindrico motorizzato in grado di ruotare su sé stesso, sormontato da una piattaforma circolare; a essa sono agganciati, tramite lunghe catene metalliche, dei seggiolini dotati di barra di sicurezza. Il numero e la dimensione dei seggiolini varia in base al fatto che essa sia destinata a un'utenza di adulti o bambini, o se sia fissa o trasportabile. Quando la giostra viene messa in funzione, a causa della forza centripeta i seggiolini si sollevano lateralmente, portando in alto gli utenti.
In genere, nei luna park itineranti un sostegno di ferro viene posto a una certa distanza dalla giostra; a esso viene agganciato un trofeo (un fiocco, una bandiera o un cotillon). Se durante il giro di giostra un utente riesce ad acchiappare il trofeo, vince un piccolo premio, quasi sempre un secondo giro gratuito. Per raggiungere più facilmente il trofeo, spesso due partecipanti si accordano e si siedono in seggiole contigue: quello seduto dietro ha così la possibilità di dare una spinta con i piedi calciando la seggiola di fronte, in maniera tale che il compagno seduto davanti abbia maggior slancio e possa raggiungere più agevolmente il trofeo. Da questa usanza viene il nome popolare della giostra calcinculo.

## Citazioni
- La giostra a seggiolini viene autobiograficamente nominata da Zucchero Fornaciari nel brano Chocabeck («L'amore fu / un calcinculo e tante stelle lassù»).

- Calcinculo è anche un film del 2022 diretto da Chiara Bellosi, coprodotto tra Italia e Svizzera, è stato presentato al Festival di Berlino 2022 nella sezione Panorama; ed a base della trama c'è proprio tale giostra.